# Бутеаса (Марамуреш)
Бутеаса (рум. Buteasa) насеље је у Румунији у округу Марамуреш у општини Шомкута Маре. Oпштина се налази на надморској висини од 413 m.

## Становништво
Према подацима из 2002. године у насељу је живело 418 становника, од којих су сви румунске националности.